# مرتسوایلر
مرتسوایلر (به آلمانی: Merzweiler) یک شهر در آلمان است که در Lauterecken-Wolfstein واقع شده‌است. مرتسوایلر ۲۰۱ نفر جمعیت دارد.